# Jean Thabaud-Linetière
Jean Thabaud-Linetière est un homme politique français né le 25 février 1786 à Châteauroux (Indre) et décédé le 21 mars 1867 à Bourges (Cher).

## Biographie
Sous-lieutenant de dragons en 1806, il prend sa retraite en 1815. Maire d'Issoudun, conseiller général du canton d'Issoudun-Sud, il est député de l'Indre de 1830 à 1837 et de 1846 à 1848, siégeant dans la majorité soutenant la Monarchie de Juillet.